# 海尾寮
海尾寮，原寫為海尾藔，是臺灣臺南市安南區的一個傳統地域名稱，位於該區南部中央地帶。相較於今日行政區，其範圍大致包括海東里不含東北部、海西里、淵中里東南半部、淵東里南半葉的南部中段、海佃里、國安里、幸福里、海南東不含西南部、塩田里不含西部及北端。
本地區境內主要聚落為海尾藔、溪子墘，西北部邊界地帶為臺南科技工業區的一部分。

## 歷史
台灣日治初期，海尾寮地區為一街庄，稱為「海尾藔庄」（舊制街庄及社鄉），隸屬於外武定里。該庄昔日北與媽祖宮庄為鄰，東北及東與溪心藔庄為鄰，東南邊至南邊隔鹽水溪及安平港海域分別與鄭仔藔庄、安平街為界，西邊隔水道與媽祖宮庄為界。
1901年（日治明治三十四年）11月11日，全台廢縣廳改設二十廳，該庄隸屬於臺南廳。1904年（明治三十七年）3月31日，該庄編入「外武定區」，隸屬於臺南廳。1909年（明治四十二年）10月25日，全台合併二十廳為十二廳，外武定區仍隸屬於臺南廳。1920年（大正九年）10月1日，全台地方制度大改正，廢十二廳改設五州二廳，該庄改制並雅化為「海尾寮」大字，隸屬於臺南州新豐郡安順庄（新制街庄）。
戰後安順庄改制為安順鄉，隸屬於臺南縣，大字亦改制為村。1946年（民國35年）3月10日，安順鄉併入省轄臺南市，改制並改名為安南區，村亦改制為里。2010年（民國99年）12月25日，臺南縣、市合併為直轄臺南市，安南區仍隸屬於臺南市。

## 聚落
本地區發展較早的聚落為海尾藔，在日治初期的官方地圖上已有記載。此外，本地區尚有溪子墘聚落。

## 交通
省道台17線又稱「西部濱海公路」，是甲南至水底寮的幹道，經過本地區中部。由該道路北行可前往七股區、將軍區、北門區、嘉義縣布袋鎮等地；南行可前往北區/中西區、南區、高雄市茄萣區、湖內區西南端等地。
省道台17甲線，是安南至湖內橋的幹道，經過本地區東部邊界地帶及海尾藔、溪子寮兩聚落東側。由該道路北行可前往安南區北部，並止於其與安定區的邊界，續行可銜接國道8號；南行可前往北區/中西區、南區、高雄市茄萣區東北端、湖內區等地。

## 產業
- 臺南科技工業區（部分）

## 廟宇
- 飛虎將軍廟：主祀舊日本海軍飛行員杉浦茂峰少尉。